# Нурали (хребет)
Нурали́ (баш. Нәрәле) — хребет Южного Урала.

Хребет Нурали

Хребет Нурали

Находится в Учалинском районе Башкортостана, несколькими километрами северо-западнее Старобайрамгулово. Максимальная высота хребта составляет 752 метра. Вершины Нурали округлые и безлесные, несмотря на небольшую высоту. На склонах хребта берёт начало река Миасс, его приток Шерамбай и приток Уя Шардатма. Хребет является популярным местом для катания на джипах, квадроциклах, мотоциклах и велосипедах.
Длина Хребта — 8 км, ширина — 2 км. Соединен перемычкой (628 м) с хребтом Сиритур. Покрыт луговой растительностью, в логах, ущельях и карах — густой лес.
Хребет сложен силурийскими отложениями: туфами, кремнистыми и глинистыми породами, известняками (440—410 млн л. до н. э.), а также гипербазитами.
Ландшафты — сосновые и берёзовые леса на тёмно-серых лесных горных почвах и луговыми степями на выщелоченных чернозёмах.

## Топонимика
Название хребта произошло от башкирского «нурлы» — светлый, так как он сложен он из светлых пород и безлесен. По другой версии, название Нурали антропоним, происходит от имени человека, которого звали Нур Али, то есть светлый Али.

## Флора и фауна
Древесные породы хребта: сосна, лиственница, ель, пихта, береза, осина, ольха серая. Кустарники: черемуха, калина, рябина, боярышник, шиповник, смородина, вишня, ракитник, ива, орешник, бересклет. В большей части хребет голый, лишь в некоторых местах покрыт хвоиным или смешанным лесом.
Травяной покров с преобладанием вейника, типчака, полыней, ежи сборной, овсяницы луговой, тимофеевки луговой, полевицы гигантской, подорожника, лапчатки гусиной, одуванчика, клевера ползучего, нивяника. Развито большое количество широкотравных с преобладанием сныти, борца северного, чины весенней, ясменника пахучего, копытня европейского, кровохлебки лекарственной, нивяника, горцев, звездчатки злаковой, первоцвета, медуницы, адониса весеннего, прострела. Из растений-камнелюбов здесь произрастают тимьяны, оносма простейшая, гороколосник колючий, гвоздика иглолистная и прочие. На самом же хребте травяной покров наиболее развит под пологом леса и на довольно пологих полянах. На незакрепленных растительностью резко падающих склонах, почва вымыта, здесь часты осыпи, сильно развито выдувание.
Животный мир: медведь, лось, олень, косуля, кабан, волк, рысь, лиса, заяц-беляк и — русак, белка летяга, горностай, барсук, бурундук, норка, хорь, куница, сурок степной, енотовидная собака, ёж обыкновенный, соня садовая, летучие мыши (ночница прудовая).
Птицы: глухарь, тетерева, рябчик, утки (чирок-свистунок, чирок-трескунок, кряква, красноголовый нырок, хохлатая чернеть, серая утка, свиязь, широконоска), кулики, чайки, поганки, гуси, жаворонки, ворон, серая ворона, серый журавль, сокол-сапсан, обыкновенная пустельга, луговой лунь.
Из пресмыкающихся и земноводных здесь проживают прудовая и травяная лягушки, краснобрюхая жерлянка, обыкновенный и водяной уж, обыкновенная и степная гадюка, прыткая ящерица.